# Guido Van Meir

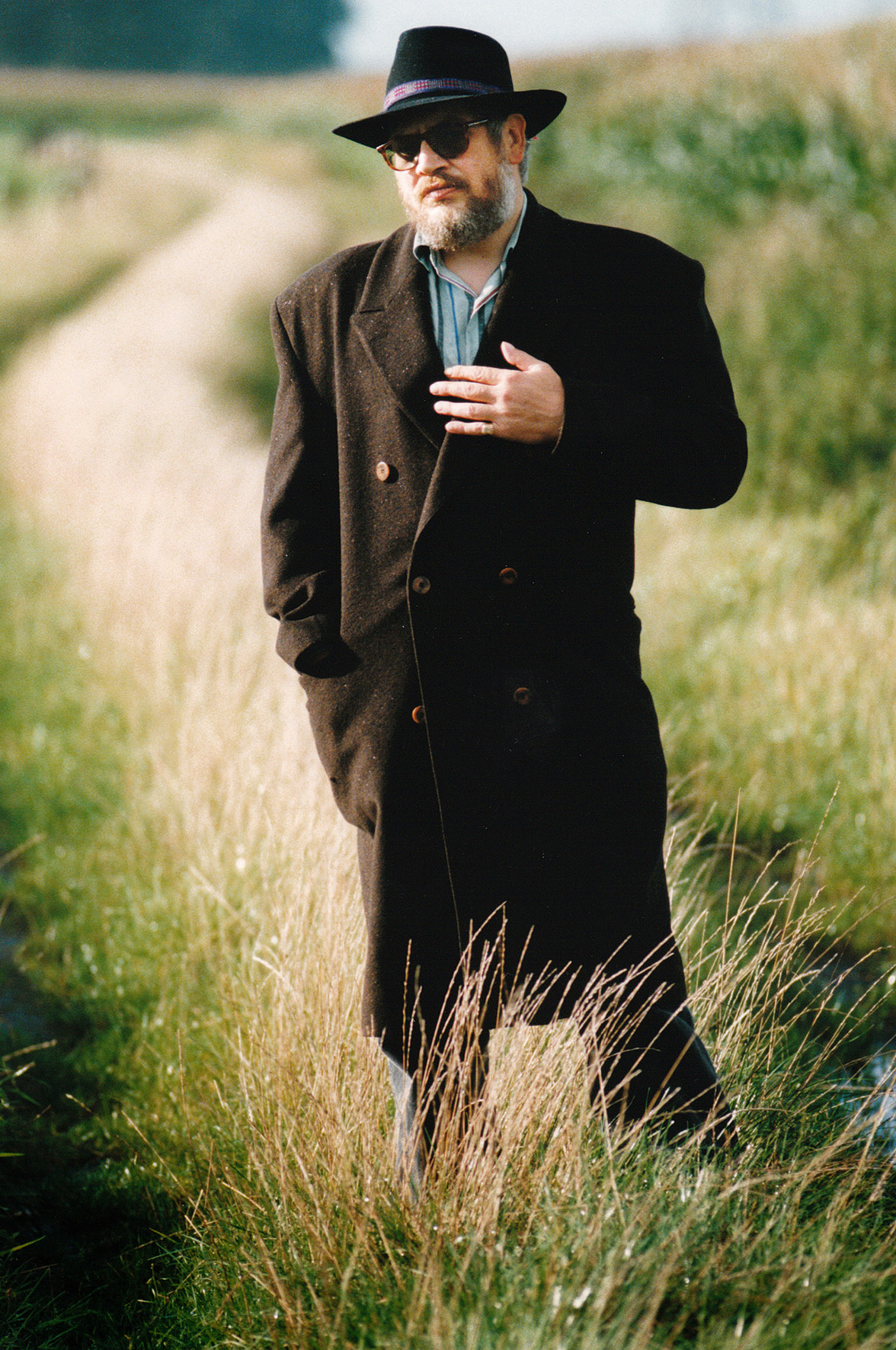
Guido Van Meir

Guido Van Meir (Ekeren, 16 mei 1947) is een Nederlandstalige Belgische journalist, auteur, toneelschrijver en scenarist. Hij staat vooral bekend om zijn cursiefjes voor het blad Humo en als auteur van de tv-serie Terug naar Oosterdonk.

## Biografie
Van Meir was van 1970 tot 2012 vast redactielid van Humo. Hij is verantwoordelijk voor twee langlopende cursiefjes in het blad: Pietje De Leugenaar en Het wordt te veel voor Corneel. De laatstgenoemde rubriek publiceert hij onder het pseudoniem "Cornelius Bracke". Rond de columns van Corneel zijn sinds 1990 vijf bundels uitgegeven.
Als schrijver debuteerde Van Meir op jonge leeftijd op het einde van de jaren 1960 met de verhalen Wonderboy (een hilarische satire over zijn studentenjaren in Gent) en De Volksgerilja. Zijn bekendste romans zijn Het Verhaal van Falerin uit 1989 en Terug naar Oosterdonk uit 1997.
Van Meir schreef verder verscheidene toneelstukken en was scenarist van de satirische strip Pest in 't Paleis (1983), getekend door Jan Bosschaert.
Van Meir schreef ook het scenario voor de zesdelige gelijknamige televisieserie Terug naar Oosterdonk (1997) die werd uitgezonden door de BRT en de KRO. Met deze serie won hij verscheidene prijzen waaronder de Plateauprijs voor tv-drama op het Internationaal Filmfestival van Vlaanderen-Gent in 1998.

## Theater
- Pietje de Leugenaar (1981)
- De Stoel van Stanislavski (1987)
- Het schoonste van al (1991, bewerking van zijn tv-monoloog)
- Falerin (1992, naar zijn roman 'Het verhaal van Falerin')
- Midzomerzotheid (2006, naar Shakespeare)
- Wees gul met uw organen - de memoires van Corneel (2010)
- Petrus en den doodendraad  (2014)
- Het Huisbezoek (2017)
- De Laatste Nar (2022)
- Cornelius en de aliens (2024)

## Televisie
- Het ultieme kerstverhaal (BRT, 1987, geschreven samen met zijn Humo-collega Wilfried Hendrickx) bekroond met de Premio Ondas voor tv-drama
- Het schoonste van al (BRT-IKON, 1991 - bekroond met de Bert Leysenprijs))
- Hoe Patsy Boes haar schoentje verloor (IKON, 1995)
- Haar aanblik is mij welgevallig (IKON, 1997)
- Terug naar Oosterdonk (Canvas, 1997) Scenario van zesdelige tv-serie, bekroond met de Bert Leysenprijs, de ASLK-scenarioprijs, de Plateauprijs voor tv-drama op het Internationaal Filmfestival Gent 1998, de Prijs van de Vlaamse TV-kritiek, de Ha! van Humo.

## Film
- Groenten uit Balen (2011) scenario naar het gelijknamige toneelstuk van Walter Van den Broeck in samenwerking met de auteur. Genomineerd voor de Vlaamse Ensors 2012 voor het beste filmscenario.

- Bibliothèque nationale de France: cb14541111k (data)
- International Standard Name Identifier: 0000 0000 0309 6723
- Library of Congress Control Number: n2001037416
- Nederlandse Thesaurus van Auteursnamen: 069901244
- Virtual International Authority File: 24839496
- WorldCat: E39PBJg4gKGtQ6KGM4ghKgJMT3